# Frank Rennicke

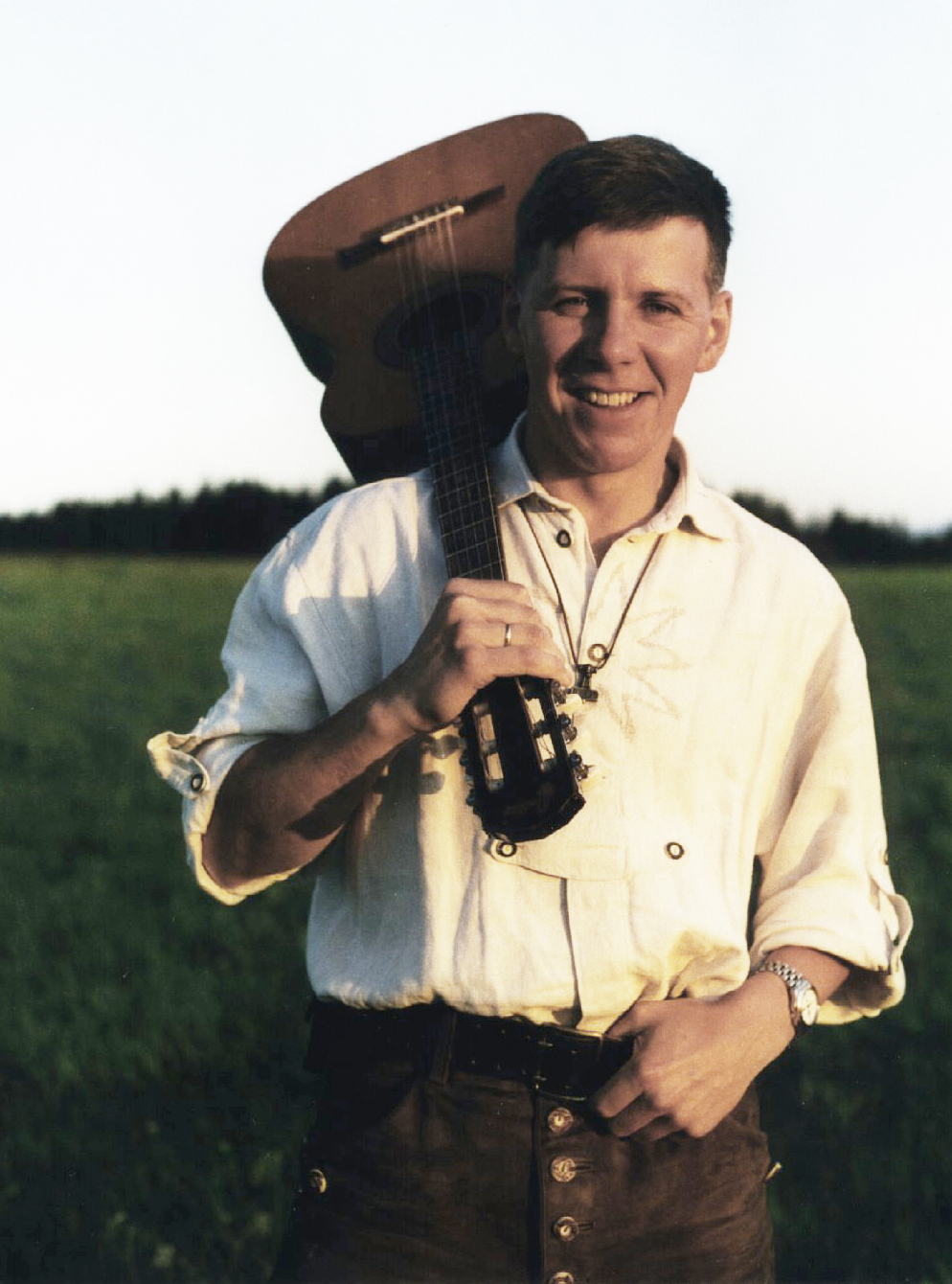
Frank Rennicke

Frank Rennicke (* 18. Dezember 1964 in Mascherode bei Braunschweig) ist ein deutscher Liedermacher und eine der Schlüsselfiguren der rechtsextremen Szene in Deutschland. In den Jahren 2009 und 2010 wurde er von der NPD und der DVU als Kandidat zur Wahl des deutschen Bundespräsidenten vorgeschlagen.

## Leben
Frank Rennicke, dessen Vater Ende der 1950er Jahre aus der DDR in die Bundesrepublik Deutschland übersiedelte, ist gelernter Elektroinstallateur, Hausgerätetechniker und Fachberater im technischen Außendienst. Er lebte vorübergehend in Ehningen (Großraum Stuttgart), bis er 2005 umzog. Mit seinem von ihm eher bürgerlich eingeschätzten Elternhaus kam es zu schwerwiegenden Auseinandersetzungen, als er sich in seiner Jugend dem völkisch-nationalen Lager annäherte. Rennicke ist verheiratet und hat neun Kinder.
Rennicke war Jugendführer bei der rechtsextremen Wiking-Jugend. Als diese 1994 verboten wurde, wurde er Mitglied bei der NPD. Bei der Deutschen Liga für Volk und Heimat engagierte er sich, er führte weiterhin einen Versandhandel für Medien aus dem rechten Spektrum.
1996 brachte der Rechtsextremist Torsten Lemmer ein Buch mit dem Titel Sänger für Deutschland: Die Biographie des Volkssängers Frank Rennicke heraus, in dem unter anderem beschrieben wird, wie die rechtsextreme Szene das Verbot der Wiking-Jugend durch Tarnmaßnahmen nachhaltig umgeht.
Im Jahr 2001 veröffentlichte Ingrid Zündel-Rimland, Ehefrau von Ernst Zündel, welchem unter anderem Holocaustleugnung vorgeworfen wurde, eine an die kanadische Regierung gerichtete Petition zur Freilassung von Zündel, die auch vom Ehepaar Rennicke unterzeichnet wurde. Rennicke war neben Ernst Zündel, Horst Mahler, Gerd Honsik, Germar Rudolf, Manfred Roeder, Wilhelm Stäglich, dem französischen Neonazi Robert Faurisson und der Witwe von Otto Ernst Remer Gründungsmitglied des Vereins zur Rehabilitierung der wegen Bestreitens des Holocaust Verfolgten, einer Organisation, die im Jahr 2008 verboten wurde. Die 2009 verbotene Heimattreue Deutsche Jugend hielt auf einem Anwesen in Rennickes Besitz verschiedene Treffen ab.
Bei der Bundestagswahl 2005 wurde Rennicke auf dem dritten Platz der rheinland-pfälzischen Landesliste der NPD geführt. Bei der Europawahl 2024 kandidierte Rennicke erfolglos auf Platz 9 der Wahlliste der mittlerweile in Die Heimat umbenannten Partei.
Rennicke arbeitete an führender Stelle bei dem Projekt Schulhof-CD der NPD mit, bei dem Musik-CDs mit nationalistischem und rassistischem Inhalt an Schüler verteilt wurden.

## Musikalische Tätigkeit
Rennicke, der bei seinen Auftritten Gitarre spielt und dazu singt, will seinen musikalischen Stil in weiten Teilen von Liedermachern wie Reinhard Mey übernommen haben. Als weitere Vorbilder in kompositorischer Hinsicht nennt er Wolf Biermann und Hannes Wader, wenngleich Rennicke selbst nur über einen „begrenzten Vorrat an Melodien und Gitarrengriffen“ verfügt. Sowohl Rennicke als auch seinen Anhängern ist dieses Manko bewusst, der Inhalt der Texte steht jedoch im Mittelpunkt.
Rennicke hat Zugang zu den unterschiedlichsten Ausformungen der rechtsextremistischen Szene. Er wird von Alt- und Neonazis beiderlei Geschlechts anerkannt. Nach eigenen Angaben absolvierte er in zwanzig Jahren mehr als eintausend Auftritte im deutschsprachigen Raum sowie in Moskau, London und Paris.
Die häufig nicht von Rennicke selbst, sondern von ungenannten Autoren stammenden Texte zu seiner hauptsächlich für Gitarre komponierten Musik greifen rechtsextreme Themen und Wertvorstellungen auf. So besingt Rennicke die Wehrmacht, nennt die Oder-Neiße-Grenze eine „Schandgrenze“, bezeichnet die Polen als „Beschmutzer deutscher Erde“ und greift antiamerikanische Themen auf. Rassismus, Antisemitismus, Fremdenhass und die Verächtlichmachung linker Gruppierungen sowie einer Vielzahl von Minderheiten sind Inhalte seiner Lyrik. Den Hitler-Stellvertreter Rudolf Heß besingt er als Helden, Lehrer und Vorbild. Auch durch antiisraelische Äußerungen ist Rennicke aufgefallen. Einige seiner Produktionen sind von der Bundesprüfstelle für jugendgefährdende Medien aufgrund des festgestellten jugendgefährdenden Inhalts indiziert worden. Zur Begründung heißt es dabei unter anderem „Gereimte Texte zu eingängigen Melodien prägen die revisionistische Aussage der Lieder unauslöschlich in das Gedächtnis des Zuhörers. […] Die Texte der Musikkassette[n] laufen dem den Frieden zwischen den Völkern erstrebenden Grundgesetz zuwider.“ Rennicke propagiere in seinen Liedern zudem ausdrücklich Gewaltanwendung „als Mittel zur Wiederherstellung des Reiches“.
Rennicke gilt rund 30 rechtsextremen Liedermachern in der bundesdeutschen Neonaziszene als Vorbild. Er ist eine der Schlüsselfiguren für den Einstieg in die rechte Szene und in der Lage, „bei der ‚deutschfühlenden Zuhörerschaft‘ ein gefährliches Konglomerat aus Emotionen, militantem Tatendrang und neonationalsozialistischen Einstellungsmustern [zu] produzier[en]“.

## Gerichtsverfahren
Das Amtsgericht Böblingen verurteilte Rennicke am 22. November 2000 auf Bewährung zu einer Gesamtfreiheitsstrafe von zehn Monaten wegen Volksverhetzung in acht Fällen, davon sechs in Tateinheit mit Verstoß gegen § 21 Abs. 1, § 4, § 6 Nr. 1 des Gesetzes über die Verbreitung jugendgefährdender Schriften (GjS; heute: Jugendschutzgesetz). Auf die Berufung der Staatsanwaltschaft hob das Landgericht Stuttgart das amtsgerichtliche Urteil am 15. Oktober 2002 mit der Maßgabe auf, dass Rennicke der Volksverletzung in acht Fällen, davon in sieben (statt nur sechs) Fällen in Tateinheit mit einem Verstoß gegen das GjS schuldig sei, und verhängte auf Bewährung eine Gesamtfreiheitsstrafe von 17 Monaten. Die Berufung Rennickes wurde zurückgewiesen. Dem Urteil des Landgerichts lagen folgende Feststellungen zugrunde: Nachdem Rennickes CD Auslese mit einem „Heimatvertriebenenlied“, dessen Text er zum Teil selbst verfasst hatte, im Juli 1996 in die Liste jugendgefährdender Schriften aufgenommen worden war, hatte Rennicke in sechs Fällen nach und nach insgesamt rund 4000 Tonträger herstellen lassen und ab Dezember 1997 im Versandhandel verkauft. Es handelte sich um Nachpressungen der „Auslese“ oder Tonträger mit anderem Titel, die das „Heimatvertriebenenlied“ ohne die beiden Schlusszeilen enthielten. Außerdem hatte Rennicke nach Überzeugung des Gerichts einer Warensendung Broschüren beigelegt, die behaupteten, es sei nach wissenschaftlichen Maßstäben unwiderruflich bewiesen, dass in den angeblichen Gaskammern in Auschwitz keine Vergasungen stattgefunden hätten. Zuletzt hatte Rennicke den Text des „Heimatvertriebenenliedes“ (ohne die beiden letzten Zeilen) zwischen dem 20. Juli und dem 19. November 1999 auf seiner „Heimatseite“ ins Internet gestellt.
Die von Rennicke dagegen eingelegte Revision wurde am 17. Juli 2003 vom Oberlandesgericht Stuttgart verworfen. Seine Verfassungsbeschwerde führte jedoch zu einem vorläufigen Erfolg. Durch Kammerbeschluss vom 25. März 2008 hob das Bundesverfassungsgericht die Verurteilungen wegen Volksverhetzung – außer im Fall der Holocaustleugnung (§ 130 Abs. 3, Abs. 4 StGB) – auf und verwies die Sache in diesem Umfang an das Landgericht Stuttgart zurück. Die aufgehobenen Verurteilungen verletzten das Grundrecht der Meinungsfreiheit (Art. 5 Absatz 1 Satz 1 des Grundgesetzes). Die Gerichte hätten die gebotene „fallbezogene Abwägung zwischen der Bedeutung der Meinungsfreiheit und dem Rang des durch die Meinungsfreiheit beeinträchtigten Rechtsguts“ unterlassen und „auch nicht aufgezeigt, dass dies entbehrlich sei, weil der Liedtext einen Verstoß gegen die Menschenwürde [§ 130 Abs. 1 Nr. 2 StGB] enthalte.“ Über den weiteren Fortgang des Verfahrens ist nichts bekannt. Auch Rennickes Homepage teilt dazu nichts mit.
Am 12. März 2016 durchsuchten Spezialkräfte der bayerischen Polizei auf richterliche Anordnung das Anwesen Rennickes in Unterhartmannsreuth und das eines anderen Rechtsextremisten in Schöllnach. Nach Angaben der Polizei seien bei den Durchsuchungen Verstöße gegen das Waffengesetz aufgedeckt worden. Rennicke widersprach diesen Angaben, bestätigte aber die Durchführung der Razzia. Das Ermittlungsverfahren wurde eingestellt, nachdem sich die gefundenen Gegenstände als Spielzeugwaffen herausgestellt hatten.

## Bundespräsidentschaftskandidat der NPD und DVU
Nachdem Rennicke am 26. Februar 2009 im Ausschuss für Wissenschaft, Hochschule, Kultur und Medien des Sächsischen Landtags als Experte zum Thema „Jugendmusikförderung in Sachsen“ hatte sprechen dürfen, wurde er am 5. April 2009 auf dem NPD-Parteitag als gemeinsamer Kandidat der NPD und der DVU für die Wahl des deutschen Bundespräsidenten 2009 nominiert. Die rechtsextremen Parteien entsandten insgesamt vier Delegierte aus den Landtagen von Sachsen, Brandenburg und Mecklenburg-Vorpommern in die Bundesversammlung.
Zehn Tage vor der Wahl am 23. Mai 2009 wurden Teile der am Vortag publizierten Angaben zu seiner Kandidatur von der Internetseite des Deutschen Bundestages entfernt. Bei der Wahl erhielt Rennicke in der Bundesversammlung die erwarteten vier der 1223 abgegebenen Stimmen.
Zur Wahl des deutschen Bundespräsidenten 2010 wurde er von der NPD erneut als Kandidat vorgeschlagen. Im ersten und zweiten Wahlgang entfielen auf ihn je drei Stimmen; im dritten Wahlgang zog er seine Kandidatur zurück.

## Publikationen

### Musik
- 1987: Protestnoten für Deutschland (bis zum 15. Juli 2019 indiziert[27][28])
- 1989: Unterm Schutt der Zeit (indiziert[27])
- 1990: Sehnsucht nach Deutschland (indiziert[27])
- 1990: An Deutschland (indiziert[27])
- 1992: Wir singen Kampf- und Soldatenlieder (indiziert[27])
- 1993: Ich bin nicht modern … Ich fühle Deutsch (indiziert[27])
- 1993: Deutsche Gefühle (indiziert[29])
- 1994: Auslese (Kompilation, indiziert,[27] Indizierung wieder aufgehoben[30], erneut indiziert[31])
- 1994: Lieder gegen die Zensur – Sehnsucht
- 1994: Wir singen deutsche Soldatenlieder
- 1994: Für Deutschland
- 1995: Trotz alledem
- 1995: Sehnsucht
- 1996: Andere(r) Lieder
- 1996: Sehnsucht nach der Heimat
- 1996: Gegen den Schutt
- 1997: Der Väter Land – Lieder für Familie, Volk und Vaterland
- 1997: Deutsche Freiheitslieder 1848
- 1997: Frühwerk-Edition Teil 1 (indiziert,[27] Indizierung wieder aufgehoben[30])
- 1997: Frühwerk-Edition Teil 2 (indiziert,[27] Indizierung wieder aufgehoben[30])
- 1997: Kameraden
- 1999: Hautnah (Live in Biblis)
- 2001: Anderes aufgelegt – Andere(r) Lieder Teil II
- 2001: Nur unsere Gedanken sind frei!
- 2010: Frank und Frei
- 2010: Das Lied der Deutschen
- 2011: Nun höret mein Lied (DVD, indiziert[32])
- 2013: Frank Rennicke Live in der Schweiz DVD
- 2014: Frank Rennicke Live im Thinghaus (indiziert[33])

### Bücher
- 1995: Liederbuch: alle meine Lieder von Anfang an. Texte mit Gitarrengriffen.